# Glossaire de la protection des cultures
Ce glossaire de la protection des cultures présente un répertoire de termes qui ont une signification particulière dans le domaine de la protection des cultures, ainsi que leur définition.
- Haut – A
- B
- C
- D
- E
- F
- G
- H
- I
- J
- K
- L
- M
- N
- O
- P
- Q
- R
- S
- T
- U
- V
- W
- X
- Y
- Z

## A
- Abiotique : facteurs non biologiques la matière inerte, en opposition à la matière vivante (biotique). Exemple de facteurs abiotiques : lumière, température, eau, air, sol (facteurs physiques et chimiques), vent, feu.
- Acaricide : substance ou préparation ayant la propriété de tuer les acariens.
- Acarien :
- ACTA : Association de coordination technique agricole (France)
- Adjuvant : substance ou préparation composée de coformulants destinées à être mélangée avec un produit phytopharmaceutique pour en renforcer l’efficacité ou d'autres propriétés pesticides.
- Adventice : en botanique, espèce végétale étrangère à la flore indigène dans laquelle elle a été introduite accidentellement ; en agronomie, « adventice » est un synonyme de « mauvaise herbe ».
- AFPP : Association française de protection des plantes.
- Agent de lutte biologique : organisme auxiliaire, antagoniste, compétiteur, ou autre organisme, utilisé pour lutter contre des organismes nuisibles.
- Agrobiologie : agriculture biologique.
- Agrochimie : partie de la chimie qui étudie les substances chimiques utilisées en agriculture (pesticides, fertilisants, antibiotiques, etc.). Désigne aussi le secteur industriel qui produits ces substances.
- Agroécologie : discipline scientifique émergente dont l’objet  est l'étude des agroécosystèmes.
- Agroécosystème : écosystème modifié par l’homme afin d'exploiter une part de la matière organique qu'il produit, généralement à des fins alimentaires.
- Agroforesterie : mode d’exploitation des terres agricoles associant des plantations d'arbres dans des cultures ou des pâturages
- Aleurodicide : substance active d'insecticide ayant la propriété de tuer les aleurodes ou mouches blanches (Aleurodidae)
- Algicide : substance active d'herbicide ayant la propriété de tuer les algues.
- Allélopathie : interaction négative entre deux plantes d'espèces généralement différentes, due à des substances toxiques libérées par un des organes de l’une d’elles et agissant sur la croissance de l’autre.
- Allomone :
- Antagoniste : organisme dont la présence protège ses plantes-hôtes des dégâts d'autres organismes nuisibles
- Antibiotique :
- Aphicide : substance active d’insecticide ayant la propriété de tuer les pucerons (Aphidoidea)
- Aphidiphage : insecte se nourrissant de  pucerons (Aphidoidea)
- Apode : dépourvu de pattes.
- Arthropode : embranchement d'animaux à squelette externe et à corps segmenté comprenant un nombre considérable de ravageurs des cultures et de leurs pollinisateurs.
- Assolement : répartition à un instant donné de différentes cultures sur un même sole (territoire cultivé).
- Atténuation : méthode de culture visant à minimiser les « pertes » ; on cherche à augmenter la compétitivité de la culture et à éviter les conditions favorables à la propagation des bioagresseurs en jouant par exemple sur la date et la densité des semis, la fertilisation, l'irrigation ou en mettant en œuvre des associations d’espèces et de variétés.
- Autorisation de mise sur le marché : décision de l'État qui permet la distribution, la commercialisation et l'utilisation de produits réglementés, dont les produits phytosanitaires.
- Auxiliaire : organisme vivant bénéfique pour l’activité agricole. Il peut s’agir de prédateurs ou parasitoïdes qui concourent à la destruction de ravageurs nuisibles aux cultures, de pollinisateurs ou d’organismes  qui contribuent à la fertilité du sol.
- Avertissement agricole : bulletin d'alerte émis en France par des organismes de veille sanitaire d'intérêt agricole concernant l'émergence attendue ou inhabituelle d'organismes nuisibles (ravageurs ou pathogènes) des végétaux.

## B
- Bactéricide : substance ou préparation ayant la propriété de tuer les bactéries.
- Bactériophage : mangeur de bactérie
- Bioagresseur : organisme vivant qui attaque les plantes cultivées et est susceptibles de causer des pertes économiques
- Biocénose :
- Biocide : substance active ou préparation destinée à combattre, détruire ou repousser les organismes nuisibles ; ces produits sont destinés à protéger la santé humaine, animale et l'environnement, contrairement aux produits phytosanitaires destinés à protéger les végétaux.
- Biocœnose : voir Biocénose.
- Biocontrôle : méthode de protection des végétaux recourant à des facteurs naturels, macro-organismes, micro-organismes, médiateurs chimiques et substances naturelles.
- Bioherbicide : herbicide d'origine biologique et naturelle.
- Biodynamie : système de production agricole inspiré par l'anthroposophie.
- Biopesticide : pesticide d’origine biologique et naturelle.
- Biostimulateur : produit naturel qui stimule préventivement l'activité d'un organisme (végétal dans le cas du SDP) ou qui stimule son immunité. Concept proche de celui de stimulateur de défense des plantes (SDP)
- Biotope :
- Blastospore : spore fongique asexuée produite par bourgeonnement.
- Bonne pratique phytosanitaire : ensemble de règles à respecter dans les traitements des végétaux ou produits végétaux à l’aide de produits phytosanitaires, en respectant les conditions de d’utilisation autorisées. Ces pratiques visent à assurer une efficacité optimale avec la quantité minimale nécessaire, compte tenu des conditions locales et des possibilités de contrôle cultural et biologique.
- Bonne pratique agricole : ensemble de règles à respecter dans l'implantation et la conduite des cultures de manière à optimiser la production agricole, tout en réduisant au maximum les risques liés à ces pratiques, tant vis-à-vis de l'homme que de l'environnement.
- Bouillie : préparation liquide contenant des pesticides, prête à l’emploi par pulvérisation, trempage ou arrosage.
- Bouillie bordelaise :fongicide de synthèse fabriqué à base de sulfate de cuivre(II) et d'oxyde de calcium (chaux) principalement utilisée pour protéger la vigne, certains arbres fruitiers et quelques solanacées (pomme de terre et tomate) contre le mildiou.

## C
- Carbamates : groupe de pesticides (fongicides, herbicides, insecticides) de synthèse dérivés de l’acide carbamique.
- Carpophage : qui se nourrit de fruits.
- Cas9 ː protéine d'origine bactérienne à la base de l'édition génomique pour l'amélioration des plantes cultivées.
- Cécidie : galle végétale.
- Cécidogène : organisme, notamment insecte, nématode, qui provoque la formation de galles.
- Certificat phytosanitaire :
- Chaîne alimentaire :
- Chaîne trophique :
- Champignon antagoniste : champignon dont la présence dans l'environnement peut contribuer à la protection du végétal contre des champignons phytopathogènes en réduisant leur potentiel infectieux.
- Champignon phytopathogène :
- Chlorose : désordre physiologique provoquant une décoloration du feuillage (souvent causée par une carence en fer).
- CIPV : Convention internationale pour la protection des végétaux
- Coformulant : substance ou préparation destinée à être utilisée dans un produit phytopharmaceutique ou un adjuvant, mais qui n'est ni une substance active, ni un phytoprotecteur ou un synergiste.
- Confusion sexuelle :
- Corvicide : substance ou préparation ayant la propriété de tuer les corvidés.
- Corvifuge ː produit phytosanitaire, employé comme répulsif pour les corbeaux et les corneilles.
- CRISPR-Cas9 ː procédé permettant de couper l'ADN au niveau de séquences spécifiques ce qui en fait un outil de biologie moléculaire aux vastes perspectives d'utilisation.
- Cryptogamique : qualifie les organismes végétaux dont les organes de reproduction sont peu visibles (par opposition aux phanérogames)
- Cultivar : variété de plante obtenue en culture, généralement par sélection.
- Culture associée :
- Culture intermédiaire : culture implantée pendant la période d’interculture, entre deux cultures de production.
- Culture-piège : culture qui sert à attirer et tenir éloignés les ravageurs habituels, insectes le plus souvent, d'une culture principale.
- Cycle biologique : succession dans le temps des diverses phases de développement d’un organisme vivant.

## D
- Dégât : altération visible (symptôme) ou mesurable par rapport à une plante saine ou un peuplement indemne causée par la présence d’un bioagresseur.
- Délai d’emploi avant récolte (DAR) : nombre de jours pendant lesquels un produit ne doit pas être appliqué à une culture avant récolte pour que celle-ci soit commercialisable. LE DAR concerne un couple produit-culture. Il est mentionné sur l'étiquette des produits. Le respect du DAR constitue l'une des conditions pour ne pas dépasser les limites maximales de résidus (LMR).
- Délai de retour : temps d’attente (en mois ou en années) avant de réimplanter une même culture sur une même parcelle.
- Déprédateur : animal qui commet des dégâts sur une plante ou des denrées, le plus souvent dans le but de se nourrir.
- Désherbant : voir herbicide.
- Désinsectiseur :
- Désinsectiseur à impacts :
- Dommage : perte de récolte (réduction du rendement en quantité ou en qualité due à l’action d’un bioagresseur.
- Dormance : période de repos d’une graine pendant laquelle la germination est inhibée par divers mécanismes physiologiques.

## E
- Écosystème :
- Écotoxicité : propriété d'une substance à provoquer des effets néfastes sur les organismes vivants et leur organisation fonctionnelle.
- Écotoxicologie : science qui étudie le comportement et les effets de substance toxiques sur les écosystèmes.
- Ectoparasite : parasite externe qui vit à la surface de l’organisme hôte.
- Édaphique : relatif à la nature du sol.
- Édition génomique ː ou modification localisée de séquence génomique (genome editing pour les anglophones) regroupe un ensemble de techniques de  modification du génome. Ces techniques sont plus précises et ciblées que les techniques OGM historiques qui consistent à modifier ces organismes par transgenèse, procédé qui introduit un fragment d'ADN exogène à un emplacement aléatoire du génome.
- Effet biocide : action chimique ou biologique d’une substance destinée à tuer ou détruire un bioagresseur.
- Éliciteur, ou SDN : molécule induisant chez une plante des mécanismes de défense.
- Énation : déformation des plantes causée par certains virus.
- Endémique : maladie ou agent pathogène dont la présence est habituelle dans une région ou une population déterminée.
- Endoparasite : parasite interne qui vit à l’intérieur de l’organisme hôte.
- Entomopathogène : microorganismes ou substances susceptibles de causer des maladies aux insectes.
- Épidémiologie : étude des facteurs influant sur la santé et les maladies des populations.
- Épidémiologie végétale : étude des maladies affectant les populations de plantes.
- Épidémiosurveillance : suivi sur un territoire donné de l’évolution des bioagresseurs des cultures et détection de l'entrée de nouveaux organismes nuisibles.
- Épiphytie : maladie qui atteint rapidement un grand nombre de végétaux de la même espèce (épidémie).
- Épirhize : se dit d'une plante parasite qui croit sur les racines.
- Éradication : application de mesures phytosanitaires afin d’éliminer un organisme nuisible d’une zone donnée.
- Espèce envahissante : espèce allogène naturalisée qui prolifère dans les milieux naturels ou semi-naturels et altère la structure ou le fonctionnement des écosystèmes.
- Éthologie : science de l’étude du comportement des animaux.
- Étiologie : étude des causes et des facteurs d'une maladie.
- Évitement : action d’éviter la concordance entre la présence du bioagresseur et la période de sensibilité de la culture. Le principal levier est le raisonnement de la date de semis, à coupler avec un choix de variétés adéquat.
- Exposition chronique : exposition à de faibles doses répétées d'une substance active pendant la vie entière ou par tranche d’âge (enfants, adultes), contrairement à une exposition aiguë (pendant une journée ou un repas).

## F
- Faux semis : pratique agricole qui consiste à travailler le sol comme pour un semis, à laisser les graines de mauvaises herbes germer, puis à retravailler le sol, détruisant ainsi les plantules qui ont émergé.
- Ferramol ː molluscicide à base de phosphate ferrique hydraté.
- Filet anti-oiseaux ː filet de protection des cultures contre certains ravageurs.
- Flore spontanée : désigne la végétation qui s'implante et croît sans intervention humaine sur un site.
- Fongicide : substance active phytosanitaire destinée à éliminer les champignons parasites des végétaux ou à en limiter le développement.
- Fonte des semis : maladie fongique des plantes dont un des principaux symptômes est le pourrissement des jeunes pousses en cours de germination.
- Formulant : substance ou préparation dépourvue d’activité biologique propre, incluse dans une préparation phytopharmaceutique ou biocide afin de lui conférer les propriétés nécessaires à sa mise en œuvre.
- Fumagine : champignons noirâtres se développant sur le miellat exsudé par des pucerons ou d’autres insectes.
- Fumigation : traitement utilisant un agent chimique qui atteint la marchandise entièrement ou en grande partie sous forme gazeuse.

## G
- Gale : altération superficielle de l’épiderme de la plante
- Galle : excroissance anormale des tissus d’une plante causée par un parasite.

## H
- Herbicide : substance ou préparation ayant la propriété de tuer les végétaux ; synonyme : désherbant.
- Holoparasite : se dit d'une plante parasite n'ayant pas de chlorophylle et ne faisant pas de photosynthèse. Ce sont des parasites complets qui possèdent un suçoir leur permettant de se nourrir sur d'autres plantes..
- Hyperparasite : parasite dont les hôtes sont eux-mêmes des parasites.
- Hyphe : Cellule unique en forme de filament plus ou moins ramifié, qui peut mesurer plusieurs centimètres. Chez les champignons, les hyphes forment un réseau ramifié nommé le mycélium.

## I
- Imago : insecte au stade adulte.
- Immunité :.
- Incubation : en pathologie végétale, délai entre la contamination et l'apparition des premiers symptômes.
- Infection : contamination par un agent pathogène (agent infectieux).
- Infestation : contamination et envahissement par des parasites ou des adventices.
- Inoculum : élément infectieux susceptible de contaminer un hôte.
- Insecticide : substance ou préparation ayant la propriété de tuer les insectes.
- Insectifuge : qui fait fuir les insectes.
- Intrants : différents produits apportés aux terres et aux cultures, tels que les engrais, les amendements, les produits phytosanitaires, les régulateurs de croissance ainsi que les semences et les plants traités.
- Itinéraire technique : combinaison logique et ordonnée des techniques appliquées à une culture sur une parcelle agricole en vue d’obtenir une production.

## J
- Jachère : état d’une terre labourable dont on abandonne la culture durant un an, pour la laisser reposer.

## K
- Kairomone : substance chimique libérée dans l'environnement par un organisme vivant, qui déclenche une réponse comportementale chez une autre espèce et dont l'effet est négatif pour l'espèce émettrice. Ainsi les odeurs émises par un insecte et qui permettent à ses parasites de le localiser sont des kairomones.

## L
- Lessivage : phénomène d'entraînement, par l'eau à travers les sols, de substances fixées sur des particules fines et participant notamment à la pollution des nappes phréatiques.
- Létal : qui peut provoquer la mort.
- Limite maximale de résidus (LMR):
- Lixiviation : percolation lente de l'eau à travers le sol, accompagnée de la dissolution des matières solides qui y sont contenues ; le liquide résultant est le lixiviat.
- Lutte autocide : méthode de réduction de populations de ravageurs par lâchers d’individus mâles stériles du ravageur cible, en compétition avec les mâles naturels fertiles.

- Lutte biologique par acclimatation : type de lutte consistant à introduire des espèces exogènes originaires de la même région que le ravageur nouvellement acclimaté afin de rétablir l’équilibre entre l'auxiliaire et l'organisme nuisible.
- Lutte biologique : méthode de lutte contre les ravageurs des cultures à l’aide d'organismes vivants antagonistes, appelés agents de lutte biologique.
- Lutte chimique : méthode consistant à lutter contre les organismes indésirables à l'aide de produits phytosanitaires.
- Lutte contre les ravageurs :
- Lutte culturale : adaptation du système de culture afin de limiter les dégâts dus aux bio-agresseurs, en faisant appel à des modifications de successions et de pratiques culturales (date et densité de semis ou de plantation de ces cultures), à une gestion appropriée de la fertilisation et à la gestion du travail du sol. Le contrôle cultural englobe tous les moyens de contrôle autres que la protection chimique, la protection biologique, le contrôle génétique et la protection physique.
- Lutte génétique : utilisation des plantes sélectionnées pour leur résistance (partielle ou totale) ou leurs caractéristiques morphologiques pour mieux maîtriser les bioagresseurs.
- Lutte intégrée : utilisation combinée de tous les outils disponibles pour réduire les populations de bioagresseurs à un niveau acceptable en satisfaisant les exigences à la fois écologiques, économiques et toxicologiques. Il peut s'agir de méthodes culturales, physiques , biologiques et chimiques.
- Lutte microbiologique :
- Lutte officielle : mise en application des réglementations phytosanitaires à caractère obligatoire et application de procédures phytosanitaires à caractère obligatoire avec pour objectifs l’éradication ou l’enrayement des organismes de quarantaine ou la lutte contre des organismes réglementés non de quarantaine.
- Lutte physique : utilisation de moyens mécaniques (désherbage mécanique, paillage, filet, bâche, film plastique, etc.), thermiques (solarisation), électromagnétiques (micro-ondes) ou pneumatiques (aspirateur à insectes) pour protéger une culture contre les attaques de bioagresseurs.
- Lutte raisonnée :

## M
- Macro-organisme : dans le cadre de la lutte biologique, auxiliaire invertébré (insecte, acarien, nématode, etc.) utilisé de façon raisonnée pour protéger les cultures contre les attaques des bioagresseurs.
- Maladie aérienne : maladie des plantes qui se propage par le biais de l’air ou de la pluie.
- Maladie des plantes : fonctionnement anormal d’une plante provoqué par un organisme vivant (agent pathogène).
- Maladie du sol : maladie des plantes qui se propage par le biais du sol.
- Maladie polycyclique : maladie ayant plusieurs cycles annuels; un  inoculum secondaire étant produit et est diffusé à d'autres parties de la même plante ou à de nouvelles plantes.
- Malherbologie : science qui étudie les mauvaises herbes.
- Mauvaise herbe : plante indésirable à l'endroit où elle pousse, en ce sens qu’elle peut nuire aux plantes cultivées ou dégrader l'esthétique du jardin.
- Médiateur chimique : phéromone et kairomone permettant le suivi ou le contrôle des insectes ravageurs (méthode de confusion sexuelle, piégeage, etc.).
- Métabolisme : ensemble de transformations et processus biochimiques subis par une ou des substances dans une cellule ou un organisme vivant.
- Métabolite : produit de dégradation d'une substance active, ou d'autres substances d'origine chimique ou naturelle, formé soit dans un organisme, soit dans l'environnement.
- Miellat : exsudat sucré produit par certains insectes hémiptères (pucerons, cochenilles).
- Micro-organisme : organisme invisible à l’œil nu (champignon, bactérie ou virus) utilisé pour protéger les cultures contre les attaques des bio-agresseurs (lutte microbiologique).
- Mineuse : larves d’insectes qui vivent dans des galeries (mines) creusées dans le parenchyme du limbe foliaire.
- Mode d'action : processus biochimique par lequel un pesticide rompt la biologie normale d'un ravageur, dont il provoque  généralement la mort.
- Molluscicide : substance ou préparation ayant la propriété de tuer les mollusques (limaces et escargots)
- Monovoltin : qui a une seule génération par an.
- Mouillant : adjuvant ajouté à un pesticide pour améliorer le contact avec la surface des feuilles.
- Multiparasitisme :
- Multivoltin : qui a plusieurs générations par an.
- Mutagène : substance susceptible de produire des mutations génétiques.
- Mycélium : appareil végétatif des champignons (ou thalle) constitué d'hyphes mycéliennes microscopiques.
- Mycoherbicide : bioherbicide issu de champignons.
- Mycose : maladie fongique ou cryptogamique.

## N
- Nanisme :
- NAPPO : Organisation nord-américaine pour la protection des plantes
- NBT ː voir Nouvelles techniques de sélection des plantes
- Nématicide : substance active ou préparation destinée à tuer les nématodes.
- Nouvelles techniques de sélection des plantes ou NTG ː nouvelles techniques d'amélioration des plantes ou nouvelles techniques génomiques  ou new plant breeding techniques » ou new genomic techniques, NGT) sont un ensemble de techniques d'édition génomique employées dans le domaine de la sélection végétale pour développer de nouvelles variétés cultivées (cultivars) de plantes.
- Nymphose : phase transitoire entre le dernier stade larvaire et le stade adulte chez l'insecte.

## O
- OEPP : organisation européenne et méditerranéenne pour la protection des plantes.
- OILB : organisation internationale de lutte biologique.
- Oophage : organismes qui se nourrit d'œufs.
- Oospore : spore à paroi épaisse chez les champignons oomycètes.
- Organisme de quarantaine : organisme nuisible qui a une importance potentielle pour l’économie de la zone menacée et qui n’est pas encore présent dans cette zone ou bien qui y est présent mais n’y est pas largement disséminé et fait l’objet d’une lutte officielle.
- Organisme génétiquement modifié :
- Organisme nuisible : toute espèce, souche ou biotype de végétal, d’animal ou d’agent pathogène nuisible pour les végétaux (plantes vivantes et parties de plantes vivantes, y compris les semences et le matériel génétique) ou produits végétaux (produits non manufacturés d’origine végétale, y compris les grains, et produits manufacturés qui, par leur nature, peuvent constituer un risque d’introduction ou de dissémination d'organismes nuisibles).
- Organochlorés : nombreux composés organiques de synthèse, comportant au moins un atome de chlore et utilisés comme pesticides, insecticides, fongicides. Aujourd'hui la plupart sont largement proscrits du fait de leur faible biodégradabilité, leur toxicité et leurs dangers pour les êtres vivants.
- Organophosphorés : type de composés organiques comportant au moins un atome de phosphore. Les composés d'intérêt biologique tels l'ADN ne sont pas à proprement parler des composés organophosphorés. Les pesticides organophosphorés, comme le malathion et le glyphosate, se sont substitués aux organochlorés, car moins toxiques et très efficaces, ils sont employés dans le monde entier mais posent d'autres problèmes.
- Orthophosphate de fer ː sel de fer utilisé pour ses propriétés molluscicides.
- Ovicide :.

## P
- Paillis : couche de matériau déposée sur le sol pour retenir l’eau et inhiber les mauvaises herbes.
- Parasite :
- Parasitoïde : organisme qui se développe dans un organisme hôte dont le comportement intermédiaire entre celui du parasite et celui du prédateur : comme le premier, il a besoin d'un autre organisme pour se développer et comme le second il tue toujours l'hôte attaqué.
- Parthénogenèse : mode de reproduction asexué.
- Pathogène :
- Pathologie végétale : étude des maladies des plantes.
- Pathovar : variété de bactérie caractérisée par un pouvoir pathogène spécifique d’une espèce ou d’un type de plantes.
- PBI ː voir ci-dessous Protection biologique intégrée.
- Perméation : processus par lequel un produit chimique diffuse à travers un matériau, à l’échelle moléculaire. La qualité du matériau se juge selon sa classe de perméation qui est définie par le temps de passage du produit. Pour un produit chimique donné, plus la classe est élevée, plus le matériau est de bonne qualité.
- Perte : perte économique liée à la présence d’un bioagresseur dans une culture, provenant d’une baisse de rendement ou d’un déficit de qualité.
- Pesticide :
- Phénologie : étude des phases saisonnières de développement des végétaux ou des phases du cycle biologique des bioagresseurs.
- Phéromone : substance chimique qui joue un rôle de messager entre individus de la même espèce.
- Phyllodie : transformation des pièces florales en pièces foliacées.
- Phyllophage : qui se nourrit de feuilles.
- Phyteis ː anciennement Union des industries de la protection des plantes(UIPP) jusqu'en 2022, est une organisation professionnelle française regroupant les entreprises du secteur de l'agrochimie qui commercialisent des produits phytosanitaires.
- Phytopathogène :
- Phytophage : qui se nourrit de matière végétale.
- Phytoprotecteur : substance ou préparation ajoutée à un produit phytopharmaceutique pour annihiler ou réduire les effets phytotoxiques du produit phytopharmaceutique sur certaines plantes.
- Phytoprotection : protection des plantes.
- Phytoremédiation : technique de dépollution faisant appel aux plantes et à leurs interactions avec le sol et les microorganismes
- Phytovirus : virus se reproduisant dans les cellules végétales.
- Piège à blaireau ːː
- Piège à lapin ː ː
- Piège à phéromone ː support chargé d'hormones sexuelles odorantes destiné à attirer les insectes ravageurs des cultures.
- Piège à rats ː ou une ratière (ou un piège à rongeurs de façon plus générale) est un dispositif conçu pour attraper les rats ou tout autre animal de même taille (écureuil, souris, mulots, campagnols, loirs et autres nuisibles).
- Piège écologique ː expression ayant divers sens mais qui peut désigner des moyens de piégeage d'animaux jugés nuisibles s'ils sont dépourvus de composés écotoxiques.
- Plan de désherbage : outil d’aide à la décision qui permet d’adapter le désherbage au type de surface selon le risque de transfert des pesticides dans le milieu.
- Plante hôte : plante qui héberge des parasites.
- Plante parasite : plante qui vit et se développe au détriment d'une plante hôte.
- PNPP ː Préparation naturelle peu préoccupante, voir ci-dessous.
- Polluant organique persistant : substance chimique qui possède certaines propriétés toxiques et qui résiste à la dégradation, ce qui la rend particulièrement nuisible pour l’homme et l'environnement.
- Polyphage :
- Population : ensemble des individus d’une espèce donnée qui vivent dans une zone donnée.
- Précédent cultural : culture de production (n – 1) réalisée avant la culture (n). Ce précédent pourra influencer la culture en modifiant les états du milieu (structure du sol, équilibre de la faune et de la flore, humidité du sol…).
- Prédateur : Animal qui, au cours de son développement, tue et consomme plusieurs animaux, appelés proies. Généralement peu spécialisés, ils s’attaquent à un grand nombre de proies et ravageurs différents (polyphages) et sont parfois cannibales. Certains ne sont prédateurs qu’à certains stades de leur développement, souvent le stade larvaire. Exemple ; les coccinelles dévoreuses de pucerons.
- Préparation naturelle peu préoccupante ou PNPP : préparation utilisée en protection des plantes, composée exclusivement d'une ou plusieurs substances de base ou à faibles risques, et non traitées ou traitées par des moyens manuels, mécaniques, gravitationnels, ou à l'eau. Parmi ces préparations, on trouve des éliciteur (ou SDN), fongicides, herbicides, insecticides et répulsifs. Ces préparations sont des produits phytosanitaires et sont donc réglementées.
- Production intégrée : système agricole de production qui utilise des ressources et des mécanismes de régulation naturels pour remplacer des apports d’intrants dommageables à l’environnement.
- Produit phytopharmaceutique : voir produit phytosanitaire.
- Produit phytosanitaire : préparation destinée à protéger les végétaux contre des organismes nuisibles aux cultures (ravageurs, maladies, etc.) ou à détruire les végétaux indésirables. Elle contient une ou plusieurs substances actives chimiques, minérales ou organiques, de synthèse ou d'origine naturelle. Ces produits se présentent sous diverses formulations, solide (granulés, poudre…) ou liquide (émulsion, solutions aqueuses…), avec ou sans adjuvant. Un produit phytosanitaire est soumis à une autorisation de mise sur le marché (AMM).
- Propagule : tout organe de reproduction asexuée.
- Prophylaxie : ensemble des mesures permettant de prévenir ou limiter l’installation et le développement des bioagresseurs.
- Protection biologique intégrée : ou PBI qui recouvre à la fois le biocontrôle, la lutte biologique et la lutte intégrée.
- Protection chimique : voir Lutte chimique.
- Protection physique : voir lutte physique.
- Pyréthrinoïde : substances chimiques insecticides dont la structure générale est similaire à celle des pyréthrines, composés d’origine végétale.
- Pyrodésherbage : méthode de désherbage physique qui fait appel aux radiations thermiques.

## Q
- Quarantaine : confinement officiel de végétaux ou de produits végétaux soumis à la réglementation phytosanitaire.

## R
- Radicicole : qui vit dans les racines des végétaux
- Ratio toxicité-exposition : quotient entre la concentration générant un effet et la concentration probable dans l’environnement.
- Ravageur primaire :
- Ravageur secondaire :
- Ravageur : organisme nuisible, naturellement présent dans l’environnement, s’attaquant aux cultures agricoles, aux arbres et à la végétation en général.
- Régulateur de croissance : substance chimique naturelle ou synthétique associé au contrôle de la croissance ou de la métamorphose chez les insectes.
- Rémanence : durée de persistance d’un produit chimiques ou de ses effets.
- Répulsif : substance qui repousse les animaux.
- Réservoir d’inoculum : espace ou organisme qui renferme durablement un inoculum (exemple: sol, local, plant, semence, vecteur)
- Résidu : substance présente dans des végétaux, produits végétaux, comestibles d'origine animale, dans l'eau potable ou ailleurs dans l'environnement, qui constitue le reliquat de l’emploi d’un produit phytopharmaceutique, y compris ses métabolites et produits issus de la dégradation.
- Résilience d’un système de culture : capacité d’un système à surmonter ou à résister à des perturbations importantes pour retrouver son équilibre initial. La résilience est en général fonction de la diversité et de la complexité des systèmes.
- Résistance : toute caractéristique qui, chez une plante cultivée, interdit ou limite le développement d’un bioagresseur.
- Risque résiduel : risque qui subsiste malgré l'application d'action visant à le diminuer ou le supprimer.
- Rodenticide : substance ou préparation ayant la propriété de tuer les rongeurs.
- Rotation des cultures : succession de cultures se reproduisant de manière semblable au cours du temps sur une parcelle donnée.
- Rudérale : plante qui pousse dans les milieux anthropisés mais non cultivés (chemins, bords de routes, décombres, etc.)
- Ruissellement : phénomène physique d'écoulement non organisé de l'eau sur un bassin-versant à la suite de pluies. La force du ruissellement dépend d'une combinaison de paramètre multiples : intensité des précipitations, valeur de la pente, densité de la couverture végétale, activités humaines.

## S
- Saprophyte : qui se nourrit d’organisme morts ou de débris organiques.
- Sclérote : organe de survie des champignons ascomycètes et basidiomycètes.
- Séminivore : qui se nourrit de graines.
- Seuil biologique de nuisibilité : densité ou niveau d’infestation à partir duquel une diminution de rendement ou de qualité est statistiquement décelable.
- Seuil de tolérance économique : voir Seuil économique de nuisibilité
- Seuil économique de nuisibilité : densité ou niveau d’infestation à partir duquel l'effet sur la diminution de rendement ou de qualité est supérieur au coût des moyens mis en œuvre pour lutter contre l'ennemi de la culture.
- Solarisation : technique de désinfection des sols par le rayonnement solaire, grâce à une élévation de température obtenue par la pose de films de polyéthylène.

- Sommes de températures : quantité de chaleur nécessaire au développement d’une plante.
- Spécialité commerciale : préparation phytosanitaire composée d’une ou de plusieurs substances actives et  de divers adjuvants.
- Spectre d’activité : ensemble des organismes sensibles à un pesticide.
- Stigmonose : marques sur des organes végétaux (feuilles, fruits) résultant de piqûres de certains insectes (Homoptères)..
- Stimulateur de défense des plantes : ou éliciteur ou stimulateur de défense naturelle (SDN), produit chimique ou d'origine naturelle qui agit sur le système de défense des végétaux en déclenchant des mécanismes naturels de défense. La plante se trouve alors, pour un temps donné, en état de résistance vis-à-vis d'un bioagresseur auquel elle serait normalement sensible.
- Stimulateur de vitalité : produit chimique ou d'origine naturelle qui agit sur les processus impliqués dans la nutrition des plantes (meilleure absorption des nutriments du sol, etc.). Il permet de renforcer la vigueur des plantes.
- Stylet : pièce buccale des insectes piqueurs-suceurs qui sert à percer les tissus végétaux.
- Substance active : substance ou micro-organisme, y compris des virus, qui contient le principe actif du pesticide, exerçant une action générale ou spécifique sur les organismes nuisibles ou sur les végétaux, parties de végétaux ou produits végétaux.
- Substance naturelle : en biocontrôle, substance d’origine végétale, animale ou minérale présente dans le milieu naturel.
- Substitution : remplacement d’un produit phytopharmaceutique par une technique alternative ayant une efficacité similaire.
- Succession de cultures : suite des cultures sur une parcelle et dans le sens chronologique.
- Synergiste : substance ou préparation qui peut renforcer l’activité des substances actives présentes dans un produit phytopharmaceutique.
- Système de culture : ensemble des modalités techniques mises en œuvre sur une ou plusieurs parcelles agricoles traitées de manière identique dans un contexte pédoclimatique donné. Chaque système de culture se définit par la nature des cultures, leur ordre de succession, les itinéraires techniques appliqués à ces différentes cultures
- Système de production : mode de combinaison entre terre, forces et moyens de travail à des fins de production végétale ou animale, commun à un ensemble d’exploitations. Le système de production est constitué d'un ou de plusieurs systèmes de culture ou d'élevage, parfois de systèmes de transformation des produits à la ferme et de leurs inter-relations, liées à la répartition entre ces systèmes, des ressources rares de l’exploitation, terre, travail (y compris compétences), capital (intrants, matériel, bâtiments, etc.).
- Systémique : adjectif utilisé dans le cas d'une substance active destinée à pénétrer à l’intérieur d'une plante afin de la protéger contre certains de ses agresseurs (maladies, insectes).

## T
- Tellurique : qui provient du sol.
- Thalle : appareil ; végétatif d’un champignon.
- Thanatose : comportement défensif de certains animaux qui consiste à simuler un état de mort apparente.
- Tolérance : aptitude d’une plante à limiter le dommage engendré par un dégât de bioagresseur.
- Torpeur :
- Toxicité : capacité d’une substance à provoquer des effets néfastes. Selon l'intensité et de la rapidité des effets, on distingue la toxicité aiguë, la toxicité subaiguë et la toxicité chronique.
- Toxicité aiguë : toxicité à la suite d’une exposition unique dont les effets sont immédiats
- Toxicité chronique : toxicité résultant  d’expositions répétées dont les effets apparaissent à long terme.
- Trachéomycose : maladie fongique des plantes qui attaque les vaisseaux du bois.
- Traitement phytosanitaire : utilisation d'un produit phytosanitaire dans le but de prévenir, d'enrayer ou de stopper des dégâts provoqués sur une plante par une maladie ou un ravageur.
- Transgénèse :
- Trichogramme : micro-hyménoptère parasitoïde oophage, utilisé comme agent de lutte biologique

## U
- UIPP : Union des industries de la protection des plantes, syndicat professionnel des industriels français de la protection des cultures.
- Urédosore : fructification des champignons de l’ordre des Pucciniales produisant les urédospores.
- Urédospore : spore binuclée des champignons de l’ordre des Pucciniales.
- Usage : emploi auquel est destinée une préparation phytopharmaceutique ou biocide. Pour les préparations phytopharmaceutiques il est généralement constitué d’un couple « plante - organisme nuisible » (exemple: vigne/mildiou). En France, les usages biocides sont classés en 23 types de produits (exemple TP8: produits de protection du bois).

## V
- Variété : concept générique, proche du cultivar, défini sur le plan légal par la Convention internationale pour la protection des obtentions végétales.
- Vecteur : organisme qui transmet une maladie en transportant les agents pathogènes d'une plante à l'autre.
- Virescence : verdissement des organes floraux (notamment des pétales).
- Virose : maladie virale.
- Virulence : pouvoir pathogène d’un agent pathogène

## Z
- Zone non agricole (ZNA) : espace de nature où les végétaux ne sont pas cultivés pour un usage alimentaire. Contrairement à la zone agricole qui n’est pas destinée à l’urbanisation, la ZNA regroupe des zones telles que voies de chemin de fer, zones industrielles, parcours pédestres et sportifs, parcs et jardins.
- Zoophage : qui se nourrit d’autres animaux.